# Meruana
Meruana (em francês: Merouana; em berbere: ; em árabe: مروانة), ex-Corneille é um Batna comum na região de Aurès, localizado a cerca de 40 km a noroeste de Batna. Merouana é apelidado de Pérola Belezma.
Era chamada de Lamasba durante o período romano. 